# Uniporus hyalinus
Uniporus hyalinus är en djurart som tillhör fylumet slemmaskar, och som beskrevs av Brinkmann 1914/15. Uniporus hyalinus ingår i släktet Uniporus och familjen Uniporidae. Inga underarter finns listade i Catalogue of Life.